# Habovka
Habovka (Hongaars: Habovka) is een Slowaakse gemeente in de regio Žilina, en maakt deel uit van het district Tvrdošín.
Habovka telt 1.347 inwoners.

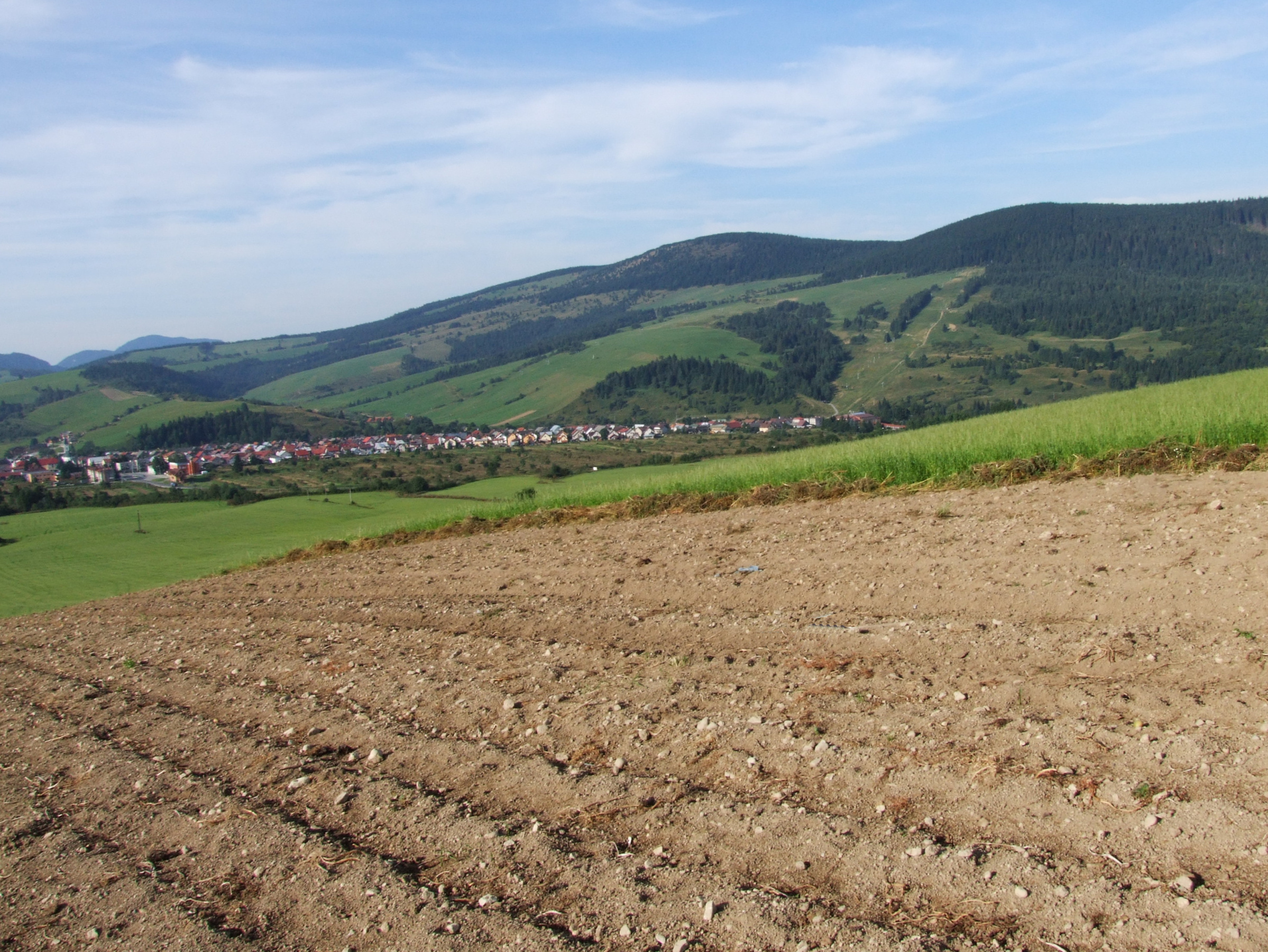
Habovka
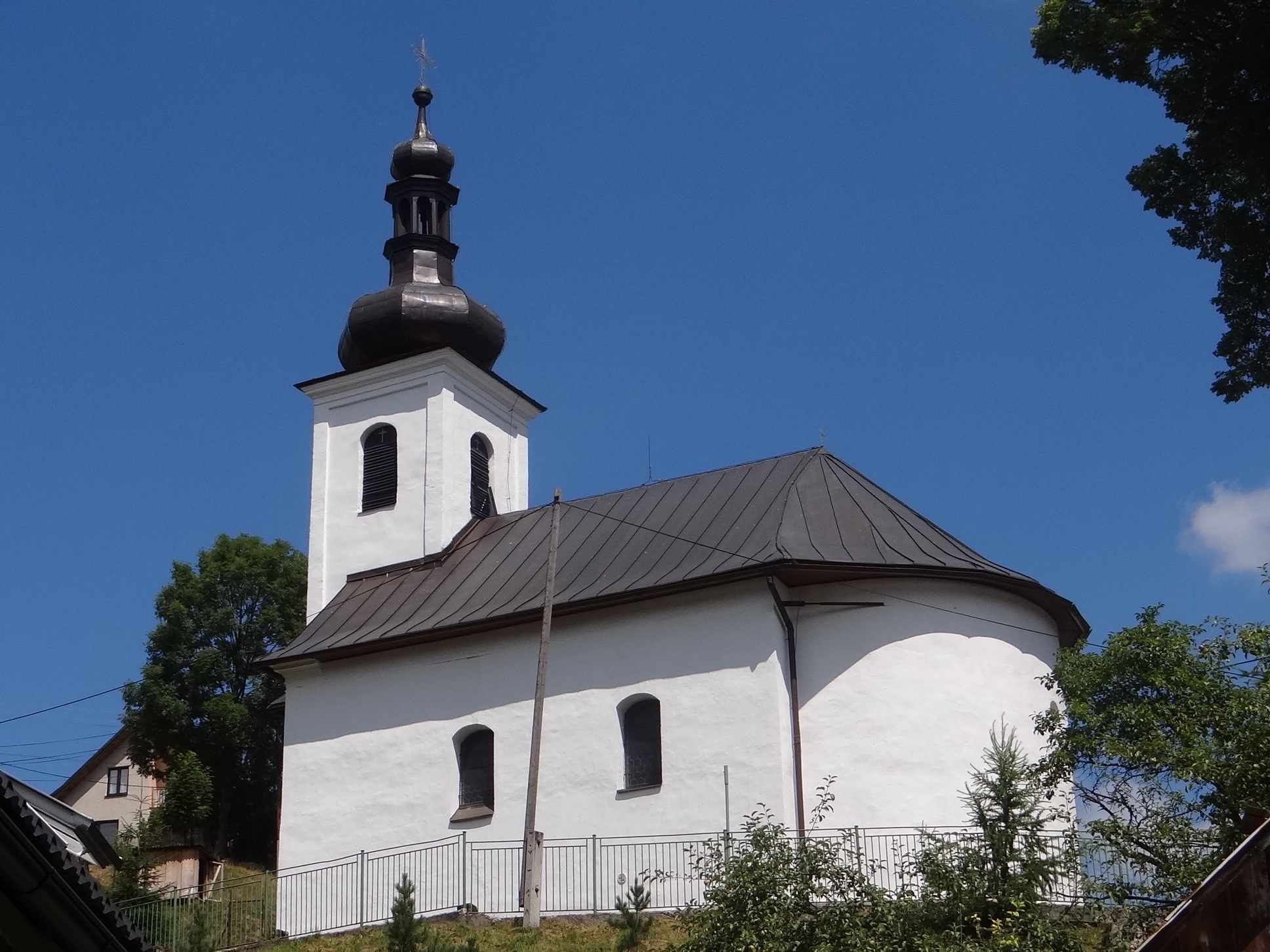
Kerk in Habovka
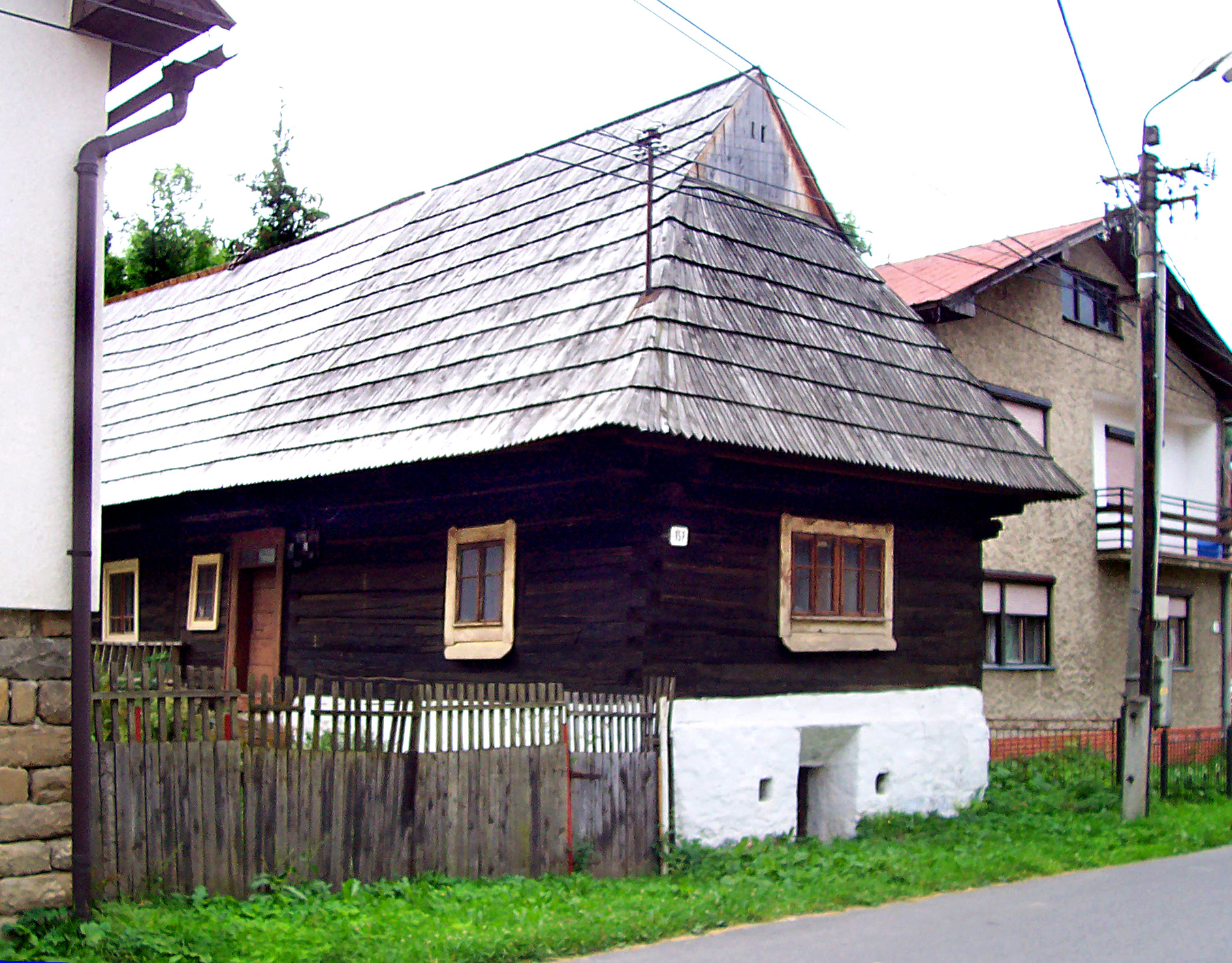
Straat in Habovka